# نظریه سوم جهانی

پرچم از جمهوری عربی لیبی سوسیالیست بزرگ خلق (۱۹۷۷–۲۰۱۱)

نظریه سوم جهانی، (به انگلیسی: The Third International Theory) (به عربی: نظریة عالمیة ثالثة) شیوه حکومتداری سرهنگ معمر قذافی در اویل دهه ۱۹۷۰ است که دولت اش، جماهیری سوسیالیستی عربی خلق عظمای لیبی بر آن بنا شده بود. این نظریه از سوسیالیسم اسلامی و ناسیونالیسم عربی و تا حدی از دموکراسی مستقیم الهام گرفته بود. این سیستم شباهتهایی با خود مدیریتی شهرداری‌ها در یوگسلاوی تیتو داشت. این روش، آلترناتیوی را برای سرمایه داری و کمونیسم برای کشورهای جهان سوم مبتنی بر این عقیده که هر دو این ایدئولوژیها غلط اند، پیشنهاد می‌کرد.
شورای عالی ارشاد ملی برای انتشار و استقرار این نظریه تشکیل شد و در لیبی تا حدی تحقق یافت. به هرحال منتقدین معتقد اند که این تئوری در واقع اجرا نشد و سرهنگ قذافی قدرت مطلق داشت.

## پیشینه

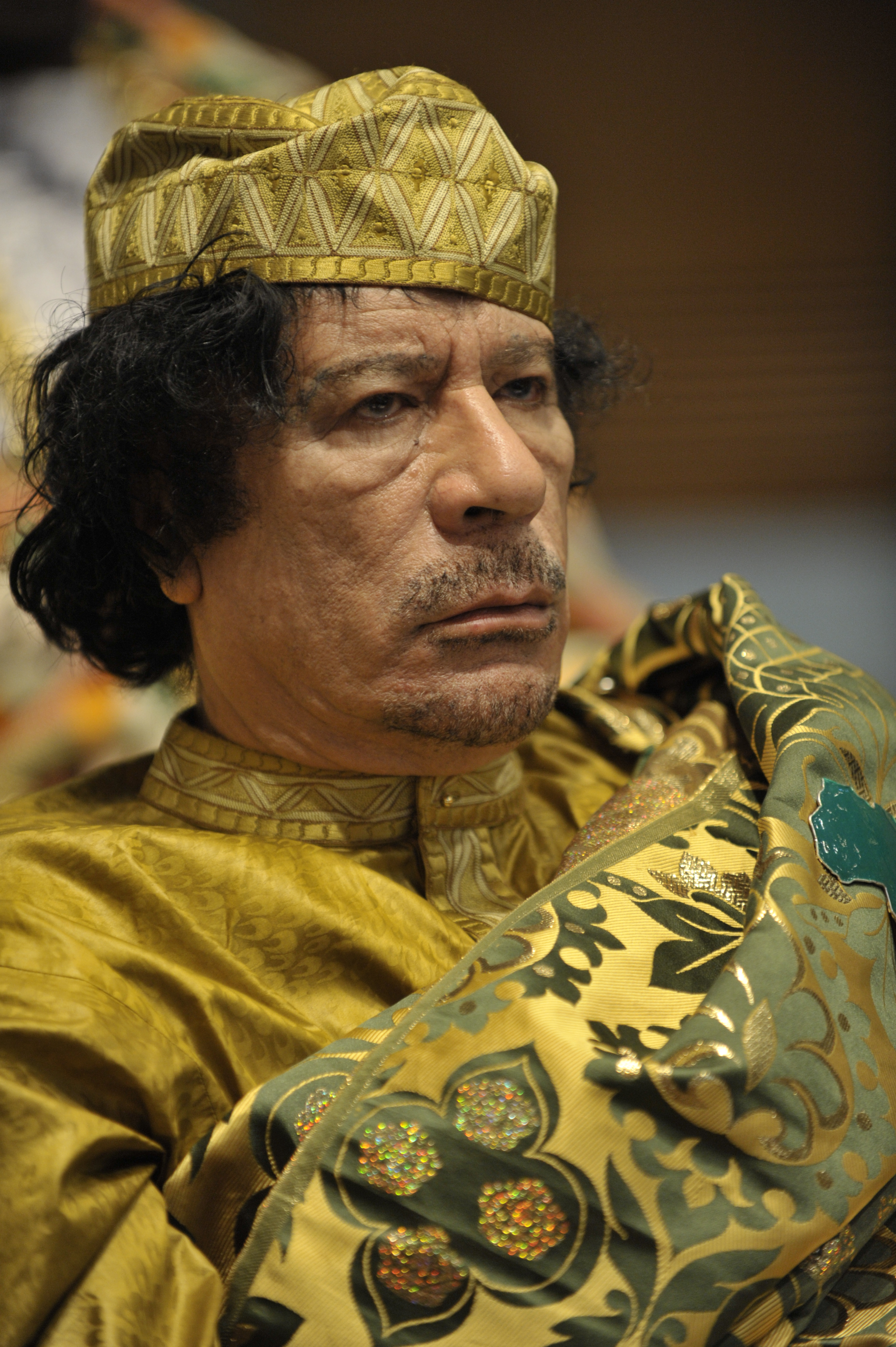
معمر قذافی، نویسنده نظریه بین‌المللی سوم، در سال ۲۰۰۹

مفاد اصلی نظریه سوم بین‌الملل در کتاب سبز (چاپ ۱۹۷۶ تا ۱۹۷۹) بیان شده است. این یک سیستم دیدگاه است که دموکراسی به سبک اروپایی و مارکسیسم شوروی را به‌طور مفصل مورد بررسی قرار می‌دهد.

### زمینه فکری و سیاسی
در دهه‌های ۱۹۶۰ و ۷۰، در کشورهای شرق عرب-مسلمان، نظریه‌های مختلف «مارک‌های ملی سوسیالیسم» با نام «سوسیالیسم اسلامی» رواج یافت. این سوسیالیسم بر مبنای اصول ناسیونالیسم، دین و برابری بنا شده بود و اندیشه‌های آن از تعدادی انقلاب، قیام‌های مردمی و کودتا در جهان عرب الهام گرفت. به همین ترتیب، در لیبی، در ۱ سپتامبر ۱۹۶۹ گروهی از افسران ارتش لیبی متعلق به جنبش افسران آزاد، اتحادیه‌ها و سوسیالیست‌ها سلطنت را سرنگون کردند و جمهوری عربی لیبی را اعلام کردند. این حزب به‌طور موقت به شورای فرماندهی انقلاب (RCC) منتقل شد که سرهنگ آن معمر قذافی ۲۷ ساله بود.
جهت‌گیری‌های ضد امپریالیستی از انقلاب لیبی خود را به وضوح در ماه‌های اول رژیم جدید نشان می‌داد. در ۷ اکتبر ۱۹۶۹ در بیست و چهارمین نشست مجمع عمومی سازمان ملل، نماینده لیبی قصد خود را برای از بین بردن تمام پایگاه‌های خارجی غیر بومی در سرزمین لیبی اعلام کرد.
به دنبال این، رهبری لیبی به سفیران ایالات متحده آمریکا و انگلستان اطلاع داد که در حال فسخ توافق‌نامه‌های مربوطه است.
اولین نتایج و نزدیکترین وظایف انقلاب لیبی در بیانیه ای عمومی در ۱۱ دسامبر ۱۹۶۹، بیانیه موقت قانون اساسی، مشخص شد. اسلام دین رسمی دولت لیبی اعلام شد. که یکی از اهداف اصلی انقلاب، ساختن نوعی سوسیالیسم مبتنی بر «دین، اخلاق و میهن پرستی» است. قذافی و همراهانش قصد داشتند از طریق «عدالت اجتماعی، سطح بالای تولید، از بین بردن همه اشکال استثمار و توزیع عادلانه ثروت ملی» به این هدف برسند.